# Namaiki Zakari – Frech verliebt
Namaiki Zakari – Frech verliebt (jap. なまいきざかり。 Namaiki Zakari) ist eine Manga-Serie von Mitsubachi Miyuki, die von 2014 bis 2021 in Japan erschien. Die Liebesgeschichte um die Managerin einer Schul-Basketballmannschaft und deren Spieler wurde ins Deutsche, Englische und Italienische übersetzt.

## Inhalt
Die Oberschülerin Yuki Machida (町田 由希) ist Managerin des Basketball-Klubs und heimlich in den Teamkapitän Kido (木戸) verliebt, der im Jahr über ihr ist. Ihre Gefühle kann Yuki gut verbergen und wird für ihre kühle und strenge Art geachtet, aber auch gefürchtet. Sie ist es von ihren vier jüngeren Geschwistern zuhause gewohnt, eine Gruppe zusammenzuhalten und zu organisieren. Als der neue Mitschüler Shō Naruse (成瀬 翔) in den Klub eintritt, testet er sie bald mit seinen dreisten Sprüchen aus. Als er hinter ihr Geheimnis kommt, nutzt der Schüler das aus. Und dann findet Kido auch noch ein anderes Mädchen als Freundin. Bald steht Shō Yuki auch zur Seite, als sie Hilfe braucht. Nach dem letzten Spiel des Jahres gesteht Shō ihr, dass er sich in sie verliebt hat. Er will sich anstrengen, Yuki für sich zu gewinnen. Schließlich werden die beiden ein Paar und gehen nach ihrem Schulabschluss gemeinsam auf die Osaki-Universität. Auch dort spielt Shō weiter in der Basketball-Mannschaft und Yuki wird Managerin des Teams.

## Veröffentlichung
Der Manga erschien zunächst in Einzelkapiteln im Magazin Hana to Yume. Das erste Kapitel kam im Januar 2014 heraus und im Dezember 2021 wurde die Serie abgeschlossen. Der Verlag Hakusensha brachte den Manga auch gesammelt in 23 Bänden heraus. Diese gelangten mehrfach in die japanischen Manga-Verkaufscharts, erstmals Band 4 mit über 35.000 Verkäufen. Die besten Verkaufszahlen in einer Woche erreichte Band 9 mit 61.000 Exemplaren, innerhalb von 2 Wochen Band 13 mit 75.000 Exemplaren. Die höchste Platzierung erreichte Band 12 mit 57.000 Verkäufen auf Platz 5 der Charts. Zuletzt stand 2019 Band 15 in den Manga-Verkaufscharts.
Eine deutsche Fassung erschien von November 2017 bis Januar 2024 bei Egmont Manga. Die Übersetzung stammt von Christine Steinle. Auf Englisch erschien die Serie als Cheeky Brat bei Yen Press und auf Italienisch bei Planet Manga. In Japan erschien zum Manga auch eine Adaption als Hörspiel auf CD sowie ein Kurzfilm auf Youtube als Werbung für Band 12. Die Hauptrollen übernahmen Kaho Mizutani als Yuki und Ikumi Isaka als Shō.